# Chirosia beckeri
Chirosia beckeri är en tvåvingeart som beskrevs av Johann Andreas Schnabl 1911. Chirosia beckeri ingår i släktet Chirosia och familjen blomsterflugor. Inga underarter finns listade i Catalogue of Life.